# Качикол
Качикол (алб. Keçekollë) је насељено место у граду Приштини, на Косову и Метохији. Према попису из 2024. у насељу је живело 206 становника.

## Становништво
Према попису из 2011. године, Качикол има следећи етнички састав становништва:
| Националност | 2011.        |
| Албанци      | 483 (99,79%) |
| остали       | 1 (0,21%)    |
| Укупно       | 484          |

| Демографија | Демографија | Демографија |
| Година      | Становника  | Становника  |
| ----------- | ----------- | ----------- |
| 1948.       | 1.006       |             |
| 1953.       | 1.155       |             |
| 1961.       | 1.202       |             |
| 1971.       | 1.242       |             |
| 1981.       | 1.172       |             |
| 1991.       | 1.327       |             |
| 2011.       | 484         |             |